# Solpuga bovicornis
Solpuga bovicornis är en spindeldjursart som beskrevs av Lawrence 1929. Solpuga bovicornis ingår i släktet Solpuga och familjen Solpugidae. Inga underarter finns listade i Catalogue of Life.